# Démographie du Bénin
Cet article contient des statistiques sur la démographie du Bénin.

## Évolution de la population

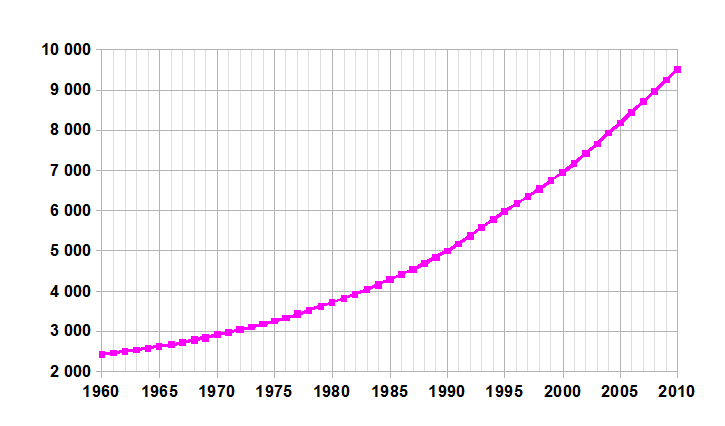
Évolution démographique

L'accroissement de la population du Bénin est d'environ +2,7 % par an.
Le taux d'urbanisation est estimé à 44 % en 2015.
En octobre 2021, le Bénin autorise l'interruption volontaire de grossesse pour les 12 premières semaines de grossesses. C'est l'un des premiers pays d'Afrique de l'ouest à autoriser l'IVG.

## Natalité
En 2018, le taux de fécondité au Bénin s'élève à 5,7 enfants par femme.
|               | 2001 | 2006 | 2012 | 2018 |
| ------------- | ---- | ---- | ---- | ---- |
| Milieu urbain | 4,4  | 4,9  | 4,3  | 5,2  |
| Milieu rural  | 6,4  | 6,3  | 5,4  | 6,1  |
| Total         | 5,6  | 5,7  | 4,9  | 5,7  |